# The God Committee
The God Committee ist ein Thriller von Austin Stark, der Teilnehmern des Tribeca Film Festivals ab 15. April 2020 online erstmals zur Verfügung gestellt wurde und am 2. Juli 2021 in die US-Kinos kam.

## Handlung
Als unerwartet ein Spenderherz in einem New Yorker Krankenhaus eintrifft, muss ein Komitee aus Ärzten und Bürokraten zusammentreten, um zu entscheiden, welcher von drei Patienten die lebensrettende Operation verdient. Hierfür haben sie nur eine Stunde Zeit. Sechs Jahre später kämpfen die Ausschussmitglieder mit den Folgen dieser schicksalhaften Entscheidung.

## Produktion
Regie führte Austin Stark, der auch das Drehbuch schrieb. 
Die Filmmusik komponieren The Newton Brothers.
Der Film sollte Mitte April 2020 im Rahmen des Tribeca Film Festivals in der Sektion Spotlight Narratives seine Weltpremiere feiern. Einen Monat vor Beginn des Festivals wurde dieses aufgrund der Coronavirus-Pandemie abgesagt und auf einen bislang unbekannten Zeitpunkt verschoben. Dennoch wurde der Film von 15. bis 26. April 2020, dem ursprünglichen Zeitfenster des Festivals, online zur Verfügung gestellt. Die eigentliche Premiere, Vorführungen, bei denen auch das Publikum den Film sehen konnte, fand im Juni des darauffolgenden Jahres beim Tribeca Film Festival statt. Am 2. Juli 2021 kam der Film in ausgewählte US-Kinos.

## Rezeption
Insgesamt stieß der Film bei den Kritikern auf geteiltes Echo. So sind zwei Drittel Prozent der bei Rotten Tomatoes aufgeführten Kritiken positiv.